# Matteo Giupponi
Matteo Giupponi (* 8. Oktober 1988 in Bergamo) ist ein italienischer Geher.

## Leben
Matteo Giupponi stammt aus Bergamo. Auf Anraten eines Sportlehrers begann er mit der Leichtathletik. Zunächst war er als Cross- und Mittelstreckenläufer aktiv, bevor er zum Gehen unter dem Trainer Ruggero Sala wechselte. Er lebt bis heute in seiner Heimatstadt und wird von Giovanni Perricelli trainiert. Giupponi erwarb einen Hochschulabschluss im Fachbereich Sportpädagogik.
Giupponi ist mit der italienischen Geherin Eleonora Giorgi verlobt. Am 24. November 2022 kam das erste gemeinsame Kind, ihr Sohn Leone, zur Welt.

## Sportliche Laufbahn
Giupponi bestritt im Jahr 2004 seine ersten Wettkämpfe im Gehen auf nationaler Ebene und konnte direkt bei den U18-Meisterschaften Italiens gewinnen. Den Titel verteidigte er ein Jahr später erfolgreich und qualifizierte sich zudem für die U18-Weltmeisterschaften in Marrakesch. Den Wettkampf auf der Bahn über 10.000 Meter beendete er auf dem siebten Platz. Ein Jahr darauf startete er in der nächsthöheren Altersklasse und siegte bei den Italienischen U20-Meisterschaften. Im August trat er bei den U20-Weltmeisterschaften in Peking an und belegte dort den achten Platz. 2007 absolvierte er seine ersten Wettkämpfe über die Distanzen von 20 und 50 km und konnte jeweils vordere Platzierungen erreichen. Nachdem er erneut nationaler U20-Meister wurde, trat er im Sommer bei den U20-Europameisterschaften in Hengelo an und konnte in einer Zeit von 40:54,88 min die Silbermedaille gewinnen. Ab 2008 trat er in der höheren Altersklasse an und wurde in jenem Jahr sowie 2009 italienischer U23-Meister. Im Sommer 2009 startete er bei den U23-Europameisterschaften in Kaunas. Mit neuer Bestzeit von 1:23:00 h über 20 km konnte er die Bronzemedaille gewinnen.
2010 belegte Giupponi in Mexiko bei seiner ersten Teilnahme an einem Geher-Weltcup den 37. Platz. 2011 steigerte er seine 20-km-Bestzeit auf 1:22:36 h. Im Frühjahr 2012 steigerte er sich abermals bis auf eine Zeit von 1:20:58 h, bevor er im Sommer italienischer Vizemeister über 10 km wurde. 2013 schaffte er es sich für seine erste Teilnahme bei den Weltmeisterschaften zu qualifizieren. Er absolvierte den Wettkampf über 20 km in Saisonbestzeit von 1:23:27 h und erreichte bei seinem WM-Debüt auf einem respektablen 13. Platz das Ziel. Ein Jahr später folgte in Zürich die erstmalige Teilnahme an einer Europameisterschaft. Dies war in jenem Jahr sein einziger Wettkampf über 20 km. Er beendete ihn auf dem 17. Platz. 2015 stellte er im März in 3:49:52 h seine persönliche Bestzeit über die 50-km-Distanz auf und qualifizierte sich damit auch für die Weltmeisterschaften in Peking. Dort benötigte er 3:53:23 h für die Distanz und erreichte damit erneut als 17. das Ziel. 2016 qualifizierte er sich sowohl über 20 als auch über 50 km für die Olympischen Sommerspiele in Rio de Janeiro. Zunächst trat er über die kürzere Distanz an und belegte mit neuer Bestzeit von 1:20:27 h den achten Platz. Den anschließenden Wettkampf über 50 km konnte er nicht beenden. 2017 bestritt er bei den Weltmeisterschaften in London seinen einzigen Wettkampf des Jahres, wobei er über 20 km nicht über Platz 48 hinauskam. Auch die beiden folgenden Saisons liefen für ihn nicht optimal. So konnte er 2018 keinen seiner Wettkämpfe beenden. 2019 qualifizierte er sich zwar erneut für die Weltmeisterschaften, blieb mit seinen Vorleistungen während der Saison allerdings weit hinter seinen Bestzeiten zurück. Die Weltmeisterschaften in Doha beendete er auf dem 25. Platz. 2020 konnte er sich dann allerdings nochmal steigern und stellte im Oktober in 1:19:58 h eine neue 20-km-Bestzeit auf.
2022 nahm er in München, trotz seines Alters, an seinen erst zweiten Europameisterschaften an. Im Wettkampf über die erstmals bei einer EM zu absolvierende 35-km-Distanz konnte er in 2:30:34 h die Bronzemedaille gewinnen und feierte damit den größten Erfolg seiner sportlichen Karriere.
Matteo Giupponi wurde 2014 Italienischer Hallenmeister über 5000 Meter, 10.000 Meter (2013), 50 km (2014) und 35 km (2022).

## Wichtige Wettbewerbe
| Jahr                | Veranstaltung             | Ort                 | Platz               | Disziplin           | Zeit                |
| Startet für Italien | Startet für Italien       | Startet für Italien | Startet für Italien | Startet für Italien | Startet für Italien |
| ------------------- | ------------------------- | ------------------- | ------------------- | ------------------- | ------------------- |
| 2005                | U18-Weltmeisterschaften   | Marrakesch          | 7.                  | 10.000 m Bahngehen  | 44:38,40 min        |
| 2006                | U20-Weltmeisterschaften   | Peking              | 8.                  | 10.000 m Bahngehen  | 44:33,97 min        |
| 2007                | U20-Europameisterschaften | Hengelo             | 2.                  | 10.000 m Bahngehen  | 40:54,88 min        |
| 2009                | U23-Europameisterschaften | Kaunas              | 3.                  | 20 km Gehen         | 1:23:00 h           |
| 2013                | Weltmeisterschaften       | Moskau              | 13.                 | 20 km Gehen         | 1:23:27 h           |
| 2014                | Europameisterschaften     | Zürich              | 17.                 | 20 km Gehen         | 1:25:04 h           |
| 2015                | Weltmeisterschaften       | Moskau              | 17.                 | 50 km Gehen         | 3:53:23 h           |
| 2016                | Olympische Sommerspiele   | Rio de Janeiro      | 8.                  | 20 km Gehen         | 1:20:27 h           |
| 2016                | Olympische Sommerspiele   | Rio de Janeiro      |                     | 50 km Gehen         | DNF                 |
| 2017                | Weltmeisterschaften       | London              | 48.                 | 20 km Gehen         | 1:25:20 h           |
| 2019                | Weltmeisterschaften       | Doha                | 25.                 | 20 km Gehen         | 1:34:29 h           |
| 2022                | Europameisterschaften     | München             | 3.                  | 35 km Gehen         | 2:30:34 h           |

## Persönliche Bestleistungen
Freiluft
- 5000-m-Bahngehen: 19:18,33 min, 22. April 2016,  Mailand
- 10.000-m-Bahngehen: 39:47,0 min, 26. Mai 2013,  Brusaporto
- 10-km-Gehen: 39:57 min, 6. Juli 2012,  Brixen
- 20-km-Gehen: 1:19:58 h, 10. Oktober 2020,  Poděbrady
- 35-km-Gehen: 2:30:34 h, 16. August 2022,  München
- 50-km-Gehen: 3:49:52 h, 21. März 2015,  Dudince

Halle
- 5000-m-Gehen: 19:51,07 min, 22. Februar 2022,  Ancona